# Solmsia calophylla
Solmsia calophylla är en tibastväxtart som beskrevs av Henri Ernest Baillon. Solmsia calophylla ingår i släktet Solmsia och familjen tibastväxter. Inga underarter finns listade i Catalogue of Life.